# La Nature
Pour les articles homonymes, voir Nature (homonymie).
La Nature est une revue de vulgarisation scientifique fondée en 1873 par Gaston Tissandier (1843-1899). En 1972, elle est absorbée par La Recherche.

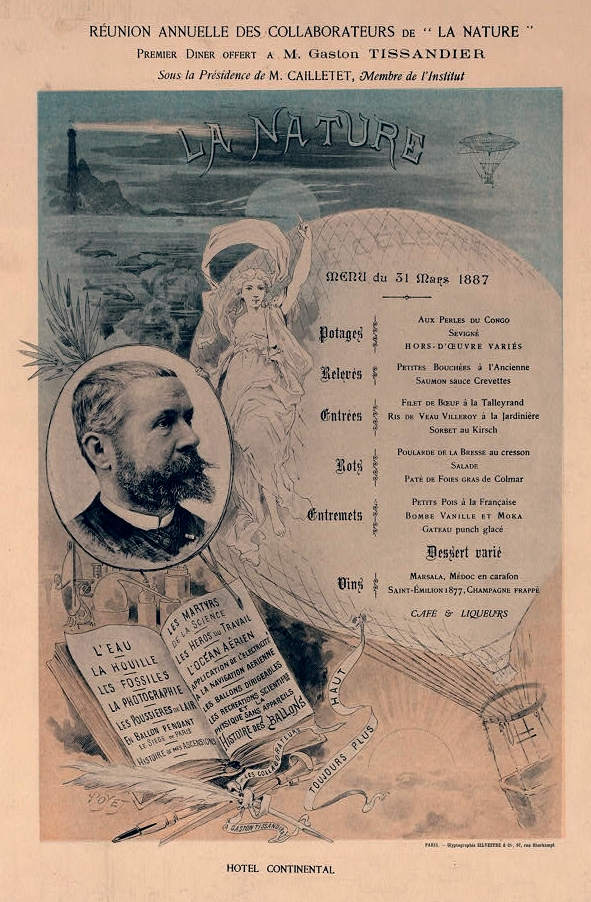
« Réunion annuelle des collaborateurs de la Nature. »
Menu du dîner offert à Gaston Tissandier à l'hôtel Continental, Paris, 31 mars 1887, avec un portrait de Gaston Tissandier.

## Historique de la revue
La Nature est une revue illustrée : l'en-tête est d'Albert Tissandier. En 1877, Louis Poyet entre au service iconographique, appelé par les frères Tissandier.
Hebdomadaire jusqu'en 1926, elle change de périodicité pour devenir bimensuelle à partir du 1er janvier 1927. Ce changement de périodicité est accompagné d'autres changements expliqués dans une note de deux pages (dans le n° 2 746 du 20 novembre 1926) :
- format : la revue gagne en largeur mais pas en hauteur pour ne pas gêner les abonnés dans leur rangement ;
- pagination : passage de 16 pages + 8 pages de suppléments par semaine à 48 pages tous les quinze jours.

De 1873 à 1914, chaque année commence au début décembre. Le second semestre commence avec le premier numéro de juin. À partir de 1915, les années de La Nature coïncident avec les années calendaires.

### Pendant la Première Guerre mondiale
La déclaration de la guerre perturbe la publication du journal, qui ne connaît que six numéros de la fin juillet 1914 au début janvier 1915. Sa publication reprend normalement fin 1918. Mais la revue devient bimensuelle en 1919, avant de redevenir hebdomadaire en 1921.

### Pendant la Seconde Guerre mondiale
Durant la Seconde Guerre mondiale, la publication de la revue est très erratique. Une première interruption de publication a lieu du 15 septembre au 15 décembre 1939 et seulement six numéros sont publiés durant l'année 1940. Les numéros du second semestre 1939 et de 1940 constituent la soixante-huitième année de la revue. L'année 1941 compte 12 numéros datés du 15 de chaque mois. D'autres suspensions de publication ont lieu. On ne compte que 26 numéros pour les années de 1942 jusqu'à 1945

### Après la Seconde Guerre mondiale
La revue retrouve sa périodicité d'avant-guerre (bimensuel) courant 1945. Mars 1948, la revue La Nature devient mensuelle. En 1961, La Nature prend le nom de La Nature Science Progrès puis en 1963 celui de Science Progrès La Nature avant de devenir Science Progrès Découverte en octobre 1969. Enfin, en 1972, elle fusionne avec la Recherche.

## Rédacteurs en chef
- Gaston Tissandier
- Henri de Parville
- Édouard-Alfred Martel
- Jules Laffargue
- Louis de Launay
- André Troller
- Paul Ostoya (1957 à 1969)